# 新城數碼生活台
新城數碼生活台是新城電台的一個頻道。
頻道在220.352兆赫的11C頻道中播放，選台號碼為13。頻道採用DAB+高清數碼廣播制式，音質比現時調幅及調頻的電台廣播較佳。除了使用數碼廣播收音機外，此頻道還可透過網上直播及手機程式收聽。該台口號為「經營生活　愛上生活」，內容包括飲食旅遊消閑、親子教育、健康養生、文化藝術等多元化資訊。
停播前，該台部分時間與新城電台其他頻道同步。

## 歷史
2014年9月17日，新城數碼生活台開始於數碼廣播13台啟播。
新城電台於2016年9月12日宣佈交還數碼聲音廣播牌照，新城數碼生活台將廣播至同年10月12日經通訊局批准，2016年10月13日起新城數碼生活台與新城知訊台聯播，直至當局批准停止服務為止。

## 頻道口號
| 年度                  | 口號               |
| --------------------- | ------------------ |
| 2014年9月17日開台至今 | 經營生活．愛上生活 |

## 節目表
| 時間        | 星期一至日             |
| 00:00-11:59 | 全日聯播新城知訊台節目 |
| 12:00-23:59 | 全日聯播新城知訊台節目 |

| 時間  | 星期一至五                                                                | 星期六                  | 星期日                        |
| 06:00 | 中國財經60分 Fi、Plus、FiD、MD                                            | 有莉位置 Fi             | 我們的那些年 Info             |
| 07:00 | 原來生活好快樂 Info、MD                                                   | 不日放映                | 日出作樂                      |
| 08:00 | 原來生活好快樂 Info、MD                                                   | 不日放映                | 日出作樂                      |
| 09:00 | 原來生活好快樂 Info、MD                                                   | 不日放映                | 日出作樂                      |
| 10:00 | 大世界好香港                                                              | 我有夢想                | 健康‧運動‧無界限 MD           |
| 11:00 | 大世界好香港                                                              | 我有夢想                | 健康‧運動‧無界限 MD           |
| 12:00 | 大世界好香港                                                              | 人車合一 MD             | 爸媽‧寶寶‧遊樂園              |
| 13:00 | 勁爆樂勢力 Info                                                           | 人車合一 MD             | 爸媽‧寶寶‧遊樂園              |
| 14:00 | 學好管理 Info                                                             | 智識做老闆              | 爸媽‧寶寶‧遊樂園              |
| 15:00 | 學好管理 Info                                                             | 智識做老闆              | 一杯茶的時間                  |
| 16:00 | 宇宙狂熱                                                                  | MFD投資總部             | 一杯茶的時間                  |
| 17:00 | 宇宙狂熱                                                                  | MFD投資總部             | 一杯茶的時間                  |
| 18:00 | 六點財經新聞 Fi、FiD、MD                                                  | 全程飲歌                | 微距好風光                    |
| 18:30 | 全程飲歌 （1830-2000 全城要聞）                                           | 全程飲歌                | 微距好風光                    |
| 19:00 | 全程飲歌 （1830-2000 全城要聞）                                           | 全程飲歌                | 微距好風光                    |
| 20:00 | 全程飲歌 （1830-2000 全城要聞）                                           | 全程飲歌                | 吾係電影人                    |
| 21:00 | 心靈綠洲 宗教節目（星期一三五）／不怕生死（星期二）／微距好風光（星期四） | 不怕生死                | 吾係電影人                    |
| 22:00 | 心靈綠洲 宗教節目（星期一三五）／不怕生死（星期二）／微距好風光（星期四） | 不怕生死                | 吾係電影人                    |
| 23:00 | 原來生活好快樂 （節目重溫）                                               | 人車合一 （節目重溫）   | MFD投資總部 （節目重溫）      |
| 00:00 | 大世界好香港 （節目重溫）                                                 | 人車合一 （節目重溫）   | MFD投資總部 （節目重溫）      |
| 01:00 | 大世界好香港 （節目重溫）                                                 | 智識做老闆 （節目重溫） | 財雄勢大 Fi                   |
| 02:00 | 學好管理 （節目重溫）                                                     | 智識做老闆 （節目重溫） | 健康‧運動‧無界限 （節目重溫） |
| 03:00 | 學好管理 （節目重溫）                                                     | 我們的那些年 Info       | 健康‧運動‧無界限 （節目重溫） |
| 04:00 | 宇宙狂熱 （節目重溫）                                                     | 我們的那些年 Info       | 我有夢想 （節目重溫）         |
| 05:00 | 宇宙狂熱 （節目重溫）                                                     | 我們的那些年 Info       | 我有夢想 （節目重溫）         |

Fi：與財經台聯播

Info：與知訊台聯播

Plus：與采訊台聯播

FiD：與數碼財經台聯播

MD：與數碼音樂台聯播

## 外部連結
- 新城數碼生活台